# Nacht und Nebel über Japan
Der Film Nacht und Nebel über Japan (jap. 日本の夜と霧, Nihon no Yoru to Kiri) des japanischen Regisseurs Nagisa Ōshima entstand im Herbst 1960. Die politische Allegorie wurde vom Studio rasch wieder aus dem Verkehr gezogen.

## Filminhalt

### Politischer Hintergrund
Der Film spielt sich auf drei Zeitebenen ab, in der Gegenwart der Hochzeit, in der Studentenzeit 1952 und bei den Kundgebungen im Juni 1960. 1950 schlossen Japan und die USA einen Sicherheitspakt, was der linksradikalen, von der Kommunistischen Partei Japans (KPJ) dominierte Studentenorganisation Zengakuren Zulauf bescherte. Als der auf zehn Jahre beschränkte Pakt 1960 verlängert werden sollte, kam es zu Demonstrationen und Zusammenstößen, bei denen die Polizei eine Studentin tötete. Innerhalb der Zengakuren hatte sich zu diesem Zeitpunkt eine radikalere Strömung der Neuen Linken gebildet, die sich von der gemäßigten KPJ abgrenzte.

### Handlung
Eine Hochzeitsgesellschaft trifft sich, um die Vermählung des Journalisten Nozawa, seit seiner Studienzeit ein eifriger KPJ-Parteigänger, mit Reiko, die der jungen Generation der Neuen Linken angehört, zu begehen. Ein Professor preist die Ehe als Aussöhnung zwischen zerstrittenen Fraktionen. In diese Harmonie bricht der nicht eingeladene, polizeilich gesuchte Ota, ein Angehöriger der jungen Generation. Er wirft den Angehörigen der älteren Generation vor, satt und selbstgefällig geworden zu sein, und konfrontiert sie mit ihrer Vergangenheit.
Sie hielten 1952 einen Kommilitonen gefangen, von dem die Partei behauptete, er sei ein Polizeispitzel, dessen sie sich nie ganz sicher waren. Als der Gefangene entfloh, gab die Partei einem Bewacher die Schuld und trieb ihn so in den Freitod. Nozawa und Kawayama unterdrückten aufkommende Zweifel an der Parteilinie. Des Weiteren berichtet Kawayamas Frau Misako den Anwesenden, dass sie 1952 mit Nozawa liiert war, Kawayama sie aber, seinen Kameraden Nozawa verratend, verführt habe. Die Hochzeitsgäste sind gelähmt durch die Offenbarungen. Zuletzt wird Ota verhaftet und Kawayama hält in stalinistischer Manier eine Rede, in der er Ota als Verirrten abkanzelt und die Gäste auf die Parteilinie einzuschwören versucht.

## Zum Werk
Zu Beginn und am Schluss ist die Szenerie in wabernden Nebel gehüllt. Die intensiven Dialoge, in denen vor allem politische Standpunkte diskutiert werden, und die Beschränkung der jeweiligen Ereignisse auf einen Schauplatz verleihen dem Film etwas Theatralisches. Ōshima greift auf seine Erfahrungen mit oppositionellen Theatergruppen und auf Schauspieler zurück, die er dabei kennengelernt hatte. „Es handelt sich nicht um eine rationale Diskussion, bei der man geduldig argumentiert, sondern um eine leidenschaftliche, bei der jeder sein Handeln zornig und maßlos rechtfertigt.“ In Begrifflichkeit und Argumentationsstil entsprechen die Dialoge typischen marxistischen Debatten, doch Ōshima kommentiert sie durch die visuellen Mittel der Kadrierung und des Bildaufbaus. Die Rückblenden zur Demonstration zeigen wenige ausgeleuchtete Personen vor der Nachtschwärze. Zu den nicht naturalistischen Stilmitteln gehört auch der Einsatz von Punktlichtern, die einzelne Figuren hervorheben. Die Hochzeitsgesellschaft besteht aus starr und symmetrisch angeordneten, im Raum nicht beweglichen Personen. Diese Ordnung – Hochzeiten waren bei jungen Linken als bürgerlich verschrien – wird durch die Kamera gestört, indem sie in manchmal wackligen, schnellen Schwenks ohne Schnitte von einer Figurengruppe im Raum zur nächsten wechselt. Dass der Film aus lediglich 43 Einstellungen besteht, liegt an den langen Plansequenzen. Diese machen die Präsenz des Filmerzählers und sein Fragen und Erkunden spürbar. Unter diesem formalen Aspekt lassen sich am ehesten Gemeinsamkeiten mit Alain Resnais’ Filmessay Nacht und Nebel finden, von dem Ōshima den Titel abgeleitet hat. Gesehen hatte Ōshima den französischen Film, der erst 1963 nach Japan kam, damals noch nicht, hatte aber viel über ihn gelesen.
Der Film stellt in einem dialektischen Prozess Gegenwart und Vergangenheit gegenüber. Ōshima lässt eigene Erfahrungen einfließen, denn er war Anfang der 1950er Jahre in einem Gremium der Studentenorganisation vertreten. Er stellt sich auf die Seite der Neulinken der jungen Generation, die sich von der Alten Linken in der Kommunistischen Partei verraten fühlt. Der Verrat liege darin, dass die Altlinken aus der Vergangenheit, dem Scheitern von 1950, nichts gelernt hätten. Die Rede des Altstalinisten zu Filmende blendet er allmählich aus und übertönt sie mit Streichermusik. Dem Drehbuch stellte er eine Erläuterung zuhanden des Studios voran: „Alle Menschen sind verantwortlich. [...] Ihr, die ihr die aktiven Kräfte dieser Veränderung sein könntet, aber dennoch wie erstarrt und eingemauert in der gegebenen Situation verharrt; ihr, die ihr euch ein einziges Mal erhoben habt und von dem einen Misserfolg so niedergeschlagen seid, dass ihr nun ungeduldig auf eine Veränderung von außen wartet [...] Euch will ich bloßstellen, mitsamt euren Fehlern, eurer Korruption und euren Schwächen...“
Nachdem Ōshima im Sommer 1959 seinen Erstling verwirklichen konnte und bald mit Nackte Jugend einen Besuchererfolg landete, genoss er einigen Kredit. Nacht und Nebel über Japan, gedreht im Herbst 1960, war seine vierte Regiearbeit. Das Studio Shochiku, bei dem er unter Vertrag stand, wiegte sich im falschen Glauben, der Film lasse sich wegen der Hochzeitsmotivik als Melodrama verkaufen. Beinahe in Heimlichkeit drehten ihn die beteiligten Künstler in wenigen Tagen ab. Am 9. Oktober 1960 kam die Produktion in Tokio erstmals ins Kino. Drei Tage später nahm Shochiku den Film aus dem Programm und archivierte ihn, mit der Begründung, die Besucherzahlen seien unterdurchschnittlich gewesen. Oft wird angenommen, das Studio habe den Mord vom Vortag am Vorsitzenden der japanischen Sozialisten, Inejiro Asanuma, als Vorwand für die Rücknahme des Films benutzt.
Ōshima protestierte in der Filmzeitschrift Eiga-hyoron gegen das „Massaker“ an seinem Film, das „einen Akt der politischen Repression“ darstelle. Die niedrige Frequentierung des Films sah er nur als vorgeschobenen Vorwand, zumal seine Gesuche, wenigstens eine Kopie in einem Filmklub aufführen zu dürfen, abgewiesen worden seien. Den Filmjournalisten warf er vor, den Begriff der Neuen Welle beschmutzt zu haben, indem sie ihn mit Sex und Gewalt gleichgesetzt hätten. Nun wollten sie die Neue Welle totreden, obwohl sie diesem Film das Etikett gewaltsam aufgedrückt hätten: „Wo sind der Sex und die Gewalt in Nacht und Nebel über Japan? Welche Beziehung hat der Film zu eurer »Neuen Welle«?“ Ihm war bewusst, dass der Film nur wenig Publikum zu mobilisieren vermochte, doch er glaubte an die Entwicklungsfähigkeit der Zuschauer: „Viel zu lange hat man den Massen schlechte, verdummende Filme gezeigt.“ Aus seiner Aufforderung, die Aufführungen wieder zuzulassen, spreche „die Stimme der Massen“. Wenig später heiratete Ōshima die Schauspielerin Akiko Koyama und spielte an seiner Hochzeit einige Szenen aus Nacht und Nebel über Japan nach. Dabei griff er das Studio, dessen einige Vertreter am Fest anwesend waren, in einer nachtragenden Rede an. Nach diesem Zerwürfnis gründete er seine eigene Produktionsgesellschaft.
Drei Jahre später kam der Film in Japan außerhalb der Kinos in den Verkehr. In Europa bekam man ihn erstmals an der Berlinale 1973 zu sehen, wo er im Internationalen Forum des jungen Films einen Platz fand. Arnd F. Schirmer vom Tagesspiegel urteilte: „Das Werk des Japanischen Regisseurs besticht durch die kompromisslose Radikalität seiner filmischen Handschrift.“ Obwohl Ōshima die japanische Filmtradition formal und thematisch zu verlassen scheine, bleibe er ihr verpflichtet. Anstelle des Generationenkonflikts innerhalb der Familie in den Filmen Ozus trete einer zwischen Menschen mit ähnlichem politischen Standpunkt. Desser (1988) wertete das Werk als einen der paradigmatischen Filme der Nuberu Bagu, der Erneuerungsbewegung im japanischen Kino der 1960er Jahre, weil das Scheitern der Proteste gegen die Verlängerung des Sicherheitspaktes die ganze Bewegung angestoßen und tief geprägt habe.